# Vito Di Tano
Vito Di Tano (ur. 23 września 1954 w Monopoli, zm. 5 lutego 2025 w Fasano) – włoski kolarz przełajowy i szosowy, dwukrotny medalista mistrzostw świata.

## Kariera
Pierwszy sukces w karierze Vito Di Tano osiągnął w 1979 roku, kiedy zdobył złoty medal w kategorii amatorów podczas przełajowych mistrzostw świata w Saccolongo. Wyprzedził tam bezpośrednio Holendra Henniego Stamsnijdera i Ueli Müllera ze Szwajcarii. Wynik ten powtórzył na rozgrywanych siedem lat później mistrzostwach świata w Lembeek. Tym razem pozostałe miejsca na podium zajęli Belgowie: Ivan Messelis i Ludo De Rey. Był też między innymi piąty na mistrzostwach świata w Amorebieta w 1978 roku, mistrzostwach świata w Tolosie w 1981 roku oraz na rozgrywanych rok później mistrzostwach świata w Lanarvily. Kilkakrotnie zdobywał medale mistrzostw kraju, w tym sześć złotych. Startował także na szosie, zajmując między innymi trzecie miejsce w klasyfikacji generalnej Tour of Yugoslavia w 1974 roku. Nigdy nie wystąpił na igrzyskach olimpijskich. W 1990 roku zakończył karierę.